# Makedonska prva liga
La Makedonska prva liga in macedone Македонска Прва Лига? è la massima serie del campionato macedone di pallacanestro.
Il campionato nacque nel 1992 con l'indipendenza della Repubblica di Macedonia dalla Jugoslavia (1991) ed è organizzato dalla Federazione cestistica della Macedonia.

## Storia
Quando la Macedonia faceva parte della Jugoslavia socialista le squadre locali partecipavano al campionato jugoslavo. Con la dissoluzione della Jugoslavia e l'indipendenza dello stato macedone, nacque anche il massimo campionato di pallacanestro.
Da allora è incontrastato il dominio del Rabotnički Skopje, che ha vinto ben quindici campionati, anche se negli ultimi anni è salito alla ribalta il MZT Skopje.

## Albo d'oro
- 1992-1993  Rabotnički Skopje
- 1993-1994  Rabotnički Skopje
- 1994-1995  Rabotnički Skopje
- 1995-1996  Rabotnički Skopje
- 1996-1997  Rabotnički Skopje
- 1997-1998  Rabotnički Skopje
- 1998-1999  Rabotnički Skopje
- 1999-2000  Gostivar
- 2000-2001  Rabotnički Skopje
- 2001-2002  Rabotnički Skopje
- 2002-2003  Rabotnički Skopje
- 2003-2004  Rabotnički Skopje
- 2004-2005  Rabotnički Skopje
- 2005-2006  Rabotnički Skopje
- 2006-2007  Strumica
- 2007-2008  Kavadarci
- 2008-2009  Rabotnički Skopje
- 2009-2010  Kavadarci
- 2010-2011  Kavadarci
- 2011-2012  MZT Skopje
- 2012-2013  MZT Skopje
- 2013-2014  MZT Skopje
- 2014-2015  MZT Skopje
- 2015-2016  MZT Skopje
- 2016-2017  MZT Skopje
- 2017-2018  Rabotnički Skopje
- 2018-2019  MZT Skopje
- 2019-2020 non assegnato
- 2020-2021  MZT Skopje
- 2021-2022  MZT Skopje
- 2022-2023  MZT Skopje
- 2023-2024  MZT Skopje

## Vittorie per club
| Club              | Città     | Titolo | Anno                                                                                     |
| ----------------- | --------- | ------ | ---------------------------------------------------------------------------------------- |
| Rabotnički Skopje | Skopje    | 15     | 1993, 1994, 1995, 1996, 1997, 1998, 1999, 2001, 2002, 2003, 2004, 2005, 2006, 2009, 2018 |
| MZT Skopje        | Skopje    | 11     | 2012, 2013, 2014, 2015, 2016, 2017, 2019, 2021, 2022, 2023, 2024                         |
| Kavadarci         | Kavadarci | 3      | 2008, 2010, 2011                                                                         |
| Strumica          | Strumica  | 1      | 2007                                                                                     |
| Gostivar          | Gostivar  | 1      | 2000                                                                                     |